# Carlos Omar Ortiz
Carlos Omar Ortiz (Santa Rosa de Conlara, Provincia de San Luis, 25 de octubre de 1945 - Buenos Aires, 22 de julio de 2012) fue un militar argentino, perteneciente a la Fuerza Aérea Argentina, que alcanzó la jerarquía de Suboficial Mayor. Por proteger a un camarada, herido en combate, a riesgo de su propia vida durante un ataque aéreo en la Guerra de las Malvinas, fue merecedor a la más alta condecoración militar otorgada por la República Argentina, la Cruz al Heroico Valor en Combate.

## Carrera militar
El 15 de febrero de 1965 efectuó el curso para personal militar en CIPRA (Centro de Instrucción Profesional para Aeronáutica), hoy IFE, (Instituto Formación Ezeiza). Egresando con el grado de cabo el 10 de diciembre de 1965, con 20 años de edad.

## Guerra de Malvinas
El 1 de mayo de 1982, Durante un ataque aéreo en el aeropuerto de Puerto Argentino/Stanley, el entonces capitán Dante Rafael Dovichi de la Fuerza Aérea Argentina, resultó herido por la explosión de una bomba en las puertas de la torre de vuelo, quedando inmovilizado. El suboficial Ortiz cubrió al herido arriesgando su vida con su cuerpo hasta que finalizó el ataque y solo después con la ayuda de dos camilleros aeronáuticos lo pudo evacuar en la ambulancia rumbo al hospital, donde se comprobó que el herido presentaba una fractura de la cuarta vértebra lumbar que le impedía moverse.

## Postguerra
Finalizada la contienda, prestó servicio en Hospital Aeronáutico Central y en la Dirección General de Sanidad de la Fuerza Aérea.
Falleció por enfermedad en el Hospital Aeronáutico Central de la Ciudad de Buenos Aires, Sus restos fueron velados e inhumados en su pueblo natal, Santa Rosa de Conlara.